# Сигонтино
Сигонтино — деревня в Ореховском сельском поселении Галичского района Костромской области России.

## География
Деревня расположена на берегу речки Ликша.

## История
Согласно Спискам населенных мест Российской империи в 1872 году деревня Сиготино (Троицкое) относилась к 1 стану Галичского уезда Костромской губернии. В ней числилось 6 дворов, проживало 21 мужчина и 34 женщины. В деревне имелись православная церковь и льнотрепальна.
Согласно переписи населения 1897 года в деревне проживало 36 человек (18 мужчин и 28 женщин).
Согласно Списку населенных мест Костромской губернии в 1907 году деревня относилась к Котельской волости Галичского уезда Костромской губернии. По сведениям волостного правления за 1907 год в ней числилось 6 крестьянских дворов и 14 жителей. В деревне имелась школа.
До муниципальной реформы 2010 года деревня также входила в состав Ореховского сельского поселения.